# ワシントン砦の戦い
ワシントン砦の戦い（英: Battle of Fort Washington）は、アメリカ独立戦争のニューヨーク・ニュージャージー方面作戦中に行われた戦闘である。1776年11月16日に、現在ではニューヨーク市マンハッタン島のワシントンハイツにあったワシントン砦に対し、イギリス軍が総攻撃をかけて砦の大陸軍守備隊全軍を降伏させた。
イギリス軍の指揮官ウィリアム・ハウは、10月28日のホワイトプレインズの戦いでジョージ・ワシントン総司令官の指揮する大陸軍を破った後、マンハッタン島に残された大陸軍の強固な要塞であるワシントン砦の攻略を目指した。ワシントンはこの砦を放棄してその守備兵3,000名をニュージャージーに移すことも検討したが、ナサニエル・グリーン将軍からそこを守るよう説得されていた。
11月16日、ハウは砦への攻撃を開始させた。その攻撃は北と東および南の3方向からのものだった。ハーレム川の潮汐の関係で上陸が遅れた部隊もあったので、攻撃開始が遅れた。攻撃が始まると砦の南側と東側の守備隊が早期に崩れた。砦の北側ではドイツ人傭兵部隊の攻撃に対して頑強に抵抗していたが、最終的には打ち負かされた。砦は陸と川から取り囲まれていたので、砦の指揮官ロバート・マゴーは砦を死守しようとするよりも降伏する道を選んだ。大陸軍の戦死者は59名であり、2,837名が捕虜になった。ワシントンの指揮する大陸軍本隊はこの敗北によってニュージャージーを越えてペンシルベニアまでの退却を余儀なくされたが、次のトレントンやプリンストンの戦いでの反撃に繋げた。

## 背景

### 砦の構築と防御
アメリカ独立戦争の間、ワシントン砦は現在のニューヨーク市マンハッタン区の北端、最も高い地点から0.5マイル (0.8 km) 以内にあり、ハドソン川を見下ろし、大陸軍が保持していた。対岸のニュージャージー側断崖上にあるリー砦と共に、ハドソン川下流をイギリス艦船から守ることが意図されていた。
1776年6月、大陸軍のヘンリー・ノックス、ナサニエル・グリーン、ウィリアム・ヒースおよびイズラエル・パットナムがこの地域の地形を調べ、ここに砦を構築し適切に防御を施せば、事実上落とすことはできないということに意見が一致していた。6月下旬、総司令官のジョージ・ワシントンが現地を精査し、そこがハドソン川下流を守るための重要地点だと判断した。ワシントンが視察した直後にペンシルベニアの部隊がルーファス・パットナムの監督下に砦の構築を開始した。
ペンシルベニア部隊は1か月以上にわたりマンハッタンの高台から川縁に岩石を運び、木製の廃船や桶の集合体に積み込み川沿いに並べた。この拒馬の目的は、イギリス艦船がハドソン川を遡り大陸軍陣地の側面を衝くことを防止するためだった。この拒馬が完成すると砦自体の構築が始まった。そこの地形は岩盤の上にほとんど土が無かったために、崖下にある低地から土を運ぶ必要があったが、この土をもってしても砦の周りに十分な溝や塹壕を作ることはできなかった。砦が完成すると5つの堡塁のある五角形となった。砦の主壁は土盛であり、あらゆる角度からも大砲用の開口部がある半月堡を備えた。砦で囲まれた土地は3ないし4エーカー (8 - 10 km²)の広さがあった。岩を吹き飛ばすだけの火薬が無かったので、砦を囲む溝が無く、逆茂木があるだけだった。9月に兵舎が完成し、地域の全兵士がウィリアム・ヒース将少将の指揮下に組み込まれた。ワシントンは砦の近くにその作戦本部を構築した。

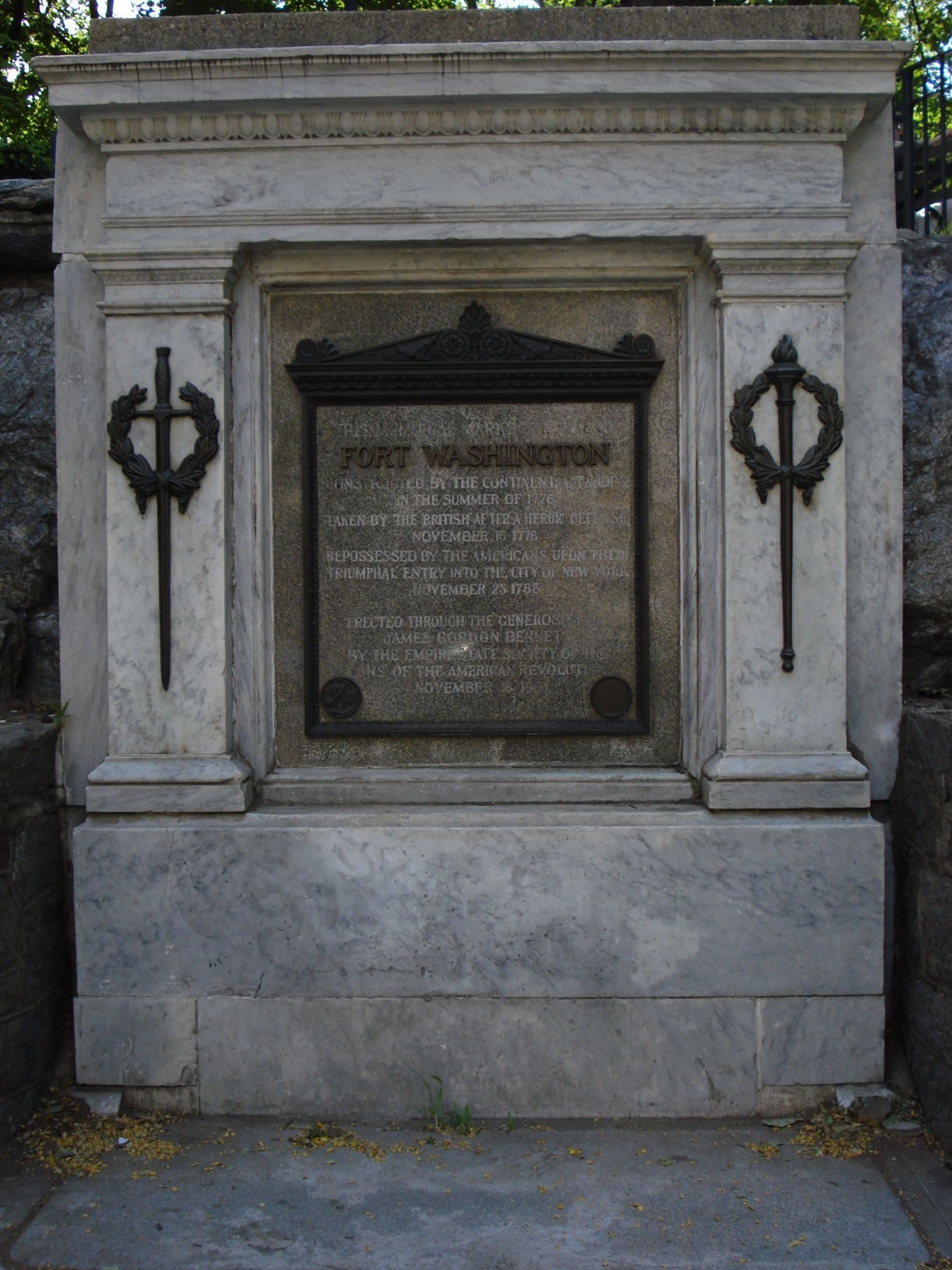
ワシントン砦があった場所を記念する銘板

この砦を支えるのが夥しい数の防御部隊だった。ハドソン川に伸びるジェフリーズフック、スパイテンダイビル・クリークを見下ろす丘、キング橋とダイクマン橋を支配するマンハッタン島の北端、および砦の東でハーレム川に向かうローレルヒルには砲台が置かれた。砦の南には3つの防衛線があった。これら防衛線は丘を抜けて塹壕やたこつぼが掘られていた。第1線は0.33マイル (0.5 km) 北の第2戦に支えられ、第2線はさらに0.25マイル (0.4 km) 北に構築されることになっていた第3線で支えられる予定だった。

### 両軍の動き
10月11日、ハウ将軍はその軍隊をウェストチェスター郡に移動させた。ワシントンはこれに反応し、イギリス軍がマンハッタン島北部からの退路を遮断した場合に備えてやはりウェストチェスター郡に大陸軍を移動させた。ワシントンはロバート・マゴー大佐の指揮でワシントン砦に1,200名の守備隊を残した。ハウは大陸軍守備隊の動きを牽制するためにヒュー・パーシーの指揮で小部隊をハーレムハイツに残した。
10月27日朝、マゴーは歩哨からパーシーの部隊がハドソン川を遡ってきた2隻のイギリス・フリゲート艦に支援されて攻撃を掛けてきたことを知らされた。マゴーはフリゲート艦への攻撃開始を命じ、ワシントン砦とリー砦からの砲撃で2隻のフリゲート艦は大きな損傷を受けた。これらフリゲート艦は大陸軍の砦がある高さまで砲撃できるようにその大砲を上向きにすることができなかったので反撃できなかった。フリゲート艦は曳航されて去ったが、イギリス軍と大陸軍の砲兵隊の間では砲撃戦が続いた。マゴーはこの小さな成功のために自信過剰となり12月末まで包囲されても砦を守りきれると豪語していた。しかし11月2日、マゴーの副官であるウィリアム・デモンがイギリス軍側に脱走し、砦の詳細を全て漏らした。この情報がパーシーからハウに伝えられた。ハウは数日前の10月28日にホワイトプレインズの戦いで大陸軍を破ったばかりだった。

### 作戦と準備
ワシントンはホワイトプレインズで敗れた後、ワシントン砦の放棄を検討した。しかし、ワシントンがその見解を高く評価していたグリーンは砦を死守することが可能であり、そうすることが重要だと考えていた。グリーンは、砦を守り抜けばハドソン川を通じた通信を続けることができ、イギリス軍がニュージャージーを攻撃したとしても抵抗できると主張した。マゴーとパットナムもグリーンと同意見だった。ワシントンは本能的に砦を放棄すべきと考えていたが、グリーンの意見に従うこととしたので、ワシントン砦は放棄されなかった。
ワシントンはドブス・フェリーまで後退した後でその軍隊を3つに分けた。7,000名の部隊がチャールズ・リー将軍の指揮でハドソン川東岸に留まり、イギリス軍のニューイングランド侵攻を阻止することとした。ヒース将軍の指揮による3,000名はハドソン高地を守り、イギリス軍がさらに北上することを阻止し、ワシントン指揮下の2,000名がリー砦に移動することになった。11月13日、ワシントンの部隊がリー砦に到着した。
ハウはその時点で最優先事項はワシントン砦を攻撃することだと判断した。その作戦は、この時援軍を受けて3,000名が守る砦を3方向から攻め、4番目の部隊を囮に使うことだった。ヴィルヘルム・フォン・クニプハンゼン将軍の指揮するドイツ人傭兵部隊が北から砦を攻撃し、パーシーがドイツ兵1個旅団とイギリス兵数個大隊を率いて南から、チャールズ・コーンウォリス卿の第33歩兵連隊とエドワード・マシュー将軍の軽歩兵部隊が東から攻撃することとされた。陽動部隊は第42ハイランダーズであり、マンハッタン島の東側から砦の南に上陸するものとされた。しかしハウは攻撃に掛かる前に大陸軍に砲撃することなく降伏を強いようとした。11月15日にジェイムズ・パターソン中尉に休戦の旗を持たせ、砦が降伏しなければ守備隊全員を殺すという伝言を伝えさせた。マゴーは「最後の極み」まで砦を守るつもりだと回答した。

## 戦闘

### 緒戦

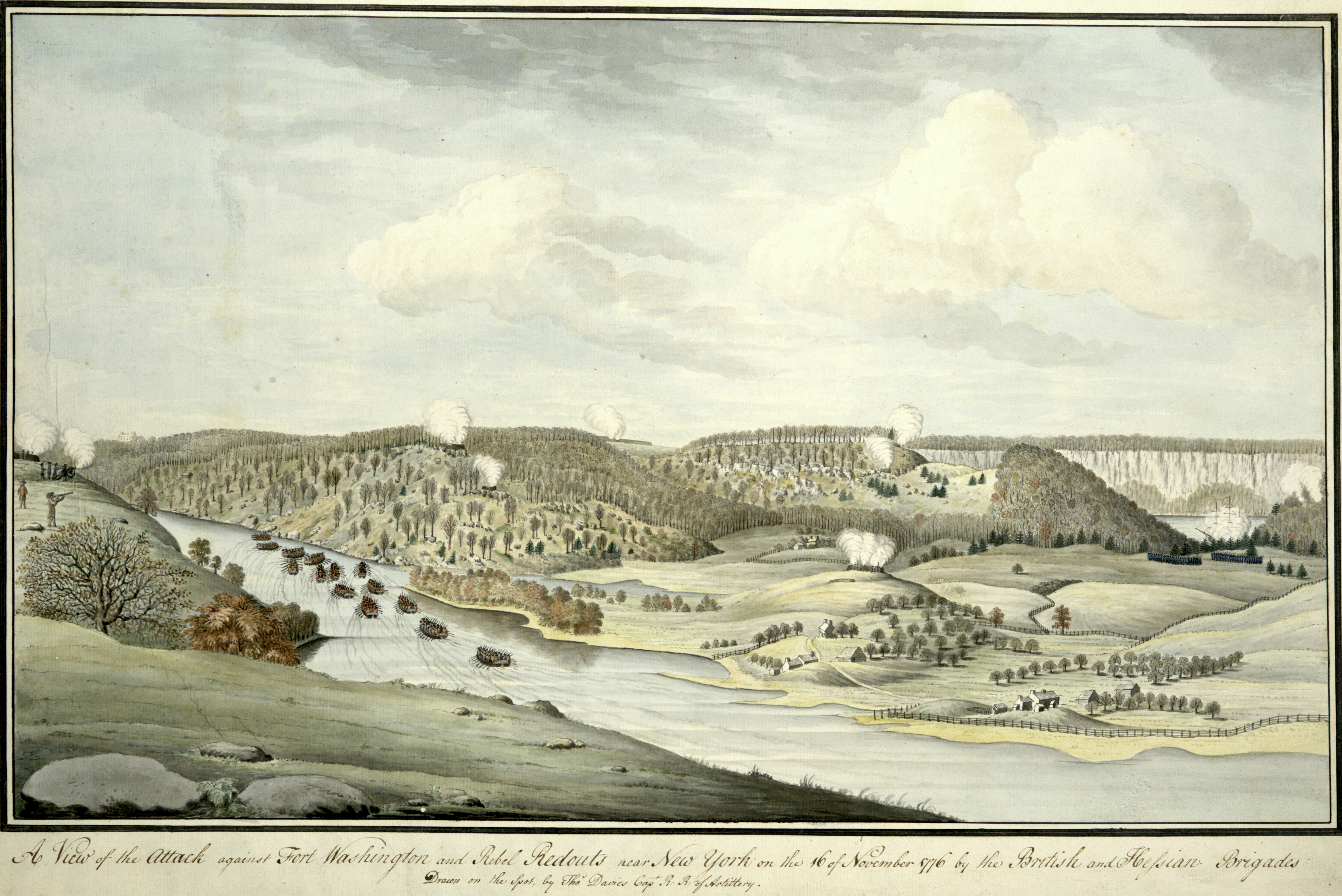
戦闘を描いた銅版画

11月16日の夜明け前、イギリス兵とドイツ兵の部隊が出動した。クニプハウゼン隊は平底舟でハーレム川を渡り、マンハッタン島に上陸した。この平底舟が次に川を下りマシュー隊を渡河させることになっていた。しかし、潮の関係で岸に近づくことができず、イギリス兵の上陸を妨げた。このためにクニプハウゼン隊はマシュー隊が渡りきるまで前進を止め待たざるを得なかった。午前7時頃、ドイツ兵部隊の大砲がローレルヒルの大陸軍砲台に砲撃を開始し、イギリス・フリゲート艦パールも大陸軍の塹壕に向かって砲撃を始めた。また砦の南ではパーシー隊が砦そのものへの砲撃を始めた。パーシーの砲兵隊は数週間まえにイギリス軍の艦船に損傷を負わせたマゴーの大砲に照準を定めた。
正午までにクニプハウゼンとそのドイツ兵部隊が前進を再開した。潮位が十分高くなった時にマシュー隊がハウの部隊と共にハーレム川を渡ったが、激しい大陸軍の砲撃の下をマンハッタン島に上陸した。イギリス軍は丘に突撃を掛け、大陸軍をペンシルベニア志願兵数個中隊が守る堡塁まで追い遣った。短時間の戦闘後大陸兵は回れ右して砦まで逃げ戻った。
砦の北ではヨハン・ラールの指揮するドイツ兵右翼がスパイテンダイビル・クリークの南にある険しい丘の斜面を登り、大陸軍からの抵抗はほとんど受けなかった。ドイツ兵部隊はその大砲を持ち上げ始めた。この時点でクニプハウゼンの指揮するドイツ兵主力4,000名が、ローレルヒルとラール隊がいる丘とを繋ぐポスト道路を前進し始めた。ドイツ兵は湿地を横切り、砦近くの森に接近した時にモーゼス・ローリングス中佐の指揮するメリーランドとバージニアのライフル連隊に所属する250名のライフル銃兵に狙撃された。ローリングスの兵士は岩や樹木の陰に隠れ、倒木や岩の間を抜けて来ようとするドイツ兵をあちこちから狙い撃ちした。ドイツ兵による1回目と2回目の突撃はローリングスのライフル銃兵に撃退された。
これと同じ頃に砦の南では、パーシー隊が3,000名ほどの部隊で前進していた。パーシー隊はドイツ兵旅団を左手に、パーシー自身の率いる部隊を右手に二方から前進した。パーシーは大陸軍から約200ヤード (180 m) の所で前進を止めさせ、スターリング卿部隊による陽動行動が起きるのを待った。パーシー隊と対峙していたのはアレクサンダー・グレイドンの中隊だった。グレイドンの上官はマゴーの副指揮官ランバート・キャドワラダーであり、ワシントン砦南の3つの防衛線を守る任務にあたっていた。キャドワラダーはその後方の岸に敵部隊の上陸が行われているという情報に接し、それを阻止するために50名の兵士を派遣した。この部隊はスターリングとその第42連隊800名の陽動部隊に遭遇した。スターリング隊が上陸した所はたまたま大陸軍の守備隊がほとんどいなかった所であり、キャドワラダーはそこに上陸した部隊の数を聞くと、さらに100名を援軍に派遣した。イギリス軍上陸部隊は散開し上陸点の荒い地形を抜ける道を探った。大陸軍は丘の上に陣取りまだ川を渡っているイギリス兵に向かって発砲し、80名を殺傷した。イギリス軍が大陸軍の陣地に突撃して蹴散らした。
パーシーは銃声を聞いた時に自部隊に前進を命じた。イギリス軍の砲撃で大陸軍第1防御線のグレイドン隊を第2線まで後退させた。そこにはワシントン、グリーン、パットナムおよびヒュー・マーサーがいた。この4人はマンハッタン島からの退去を勧められ、4人は即座に応じて川を渡りリー砦に向かった。マゴーはキャドワラダーの部隊が包囲されそうになっていることを認め、砦まで後退するよう命令を送った。キャドワラダー隊がパーシー隊に追撃されるのと同じときに、スターリングの上陸部隊に対抗していた部隊も潰されて砦に後退した。スターリング隊はキャドワラダー隊の後方に上陸した後、敵軍が塹壕に入っているものと思って一時停止していた。後退する大陸軍兵の一部がスターリング隊と交戦し、他の者大半が逃げ延びる時間を与えた。

### 大陸軍の崩壊
砦の南と東にいたマゴーの外郭部隊が崩壊したことで、大陸軍全体が砦の安全と考えられる方向へ撤退を始めた。砦の南では第3防御線が完成していなかったので、キャドワラダー隊は砦まで逃げ戻るしか方法が無かった。砦の北では、ローリングスのライフル銃隊が交戦を続けていたがぎりぎりの状態であり、前よりはライフル銃兵の数が減っており、大量に発砲したためにそのライフル銃も詰まってきていたので、兵士の何人かは攻撃してくるドイツ兵に向かって丘の上から岩を落とすしかなくなった。ワシントン砦の砲台はフリゲート艦パールの大砲で沈黙させられた。この時までにライフル銃隊の射撃もほとんど止まり、ドイツ兵が緩りと丘を登って大陸軍兵との白兵戦に移った。ドイツ兵は大陸軍を圧倒し丘の頂上に至ると堡塁に銃剣突撃で殺到し、速やかに堡塁を占領した。
川の対岸から戦闘の様子を見ていたワシントンは、砦の部隊が夜の間に脱出できるように、マゴーに夜まで砦を保持するよう伝令を送った。この時までにドイツ兵が砦とハドソン川の間の陣地を確保していた。ヨハン・ラールは大陸軍に対してクニプハウゼンの下に降るよう求める栄誉を与えられた。ラールは英語とフランス語を話せるホーエンシュタイン大尉に休戦の旗を持たせて派遣し、砦の降伏を要求させた。ホーエンシュタインはキャドワラダーと会見し、キャドワラダーはマゴーが部下と相談するための4時間を与えてくれるよう求めた。ホーエンシュタインはその要請を拒否し、決断を下すための半時間のみを許した。マゴーが士官達と相談している時にワシントンの伝令であるジョン・グーチ大尉がワシントンの夜まで砦を保持せよという命令を持って到着した。まさに砦が完全に包囲される直前だった。マゴーはその兵士達のために私有物を身に着けておくことだけを許される認められやすい降伏条件を出したが、これも拒否された。マゴーは午後3時に降伏するという決断を宣言し、午後4時に砦のアメリカ国旗が降ろされて、イギリス国旗に変えられた。この降伏の前にジョン・グーチは砦の側面から飛び降り、崖下まで転がり落りて銃火や銃剣を避け、何とか船に乗り、その後短時間でリー砦に到着した。

## 戦闘の後
ドイツ兵が砦に入った後、大陸軍士官達が降伏手続きに当たっていた指揮官フォン・マルムバーグ大尉を兵舎に招きいれ、パンチ、ワイン、ケーキを提供し、その上機嫌に諂うことで懐柔しようとした。しかし大陸軍兵は砦を出るとその手荷物を奪われ、ドイツ兵に殴られる者もいたが、ドイツ士官の仲裁で可能性のあった虐殺は免れた。イギリス軍は34門の大砲、2門の榴弾砲、および多くのテント、毛布、道具と弾薬を捕獲した。
イギリス兵とドイツ兵合わせて84名が戦死し、374名が負傷した。大陸軍の損失は戦死59名、負傷96名、捕虜2,838名となった。この捕虜の中で1年半後にあった捕虜交換で解放されたのはわずか800名に過ぎなかった。
ワシントン砦が陥落した3日後にリー砦は放棄された。ワシントンとその軍隊はニュージャージーを抜けてデラウェア川を渡り、ペンシルベニアに入った。そのほぼ1ヵ月後のクリスマスの夜、ワシントンはデラウェア川を渡り、トレントンでラールの指揮するドイツ兵守備隊を破った。ワシントン軍はトレントンで再度イギリス兵部隊を破った後、プリンストンの戦いでも勝利し、ワシントン砦の陥落で意気消沈していた大陸軍と植民地の士気を回復させた。